# Isabelle Illiers
Isabelle Illiers (* ca. 1955 in Paris, Frankreich als Isabelle Legentil) ist eine französische Schauspielerin, die 1981 an der Seite von Klaus Kinski durch ihre Rolle der „O“ in Die Früchte der Leidenschaft bekannt wurde.

## Leben und Karriere
Isabelle Illiers machte in Frankreich und Italien als Schauspielerin Karriere. Ihre erste Rolle hatte sie 1980 in Die Unmoralische, wo sie noch unter dem Namen Isabelle Legentil auftrat. Ein Jahr später spielte sie ihre bekannteste Rolle der „O“ in Die Früchte der Leidenschaft, unter der Regie von Shūji Terayamas. Der Film war eine Adaption von Return to Roissy. Es folgten nun relativ unbekannte Filme, unter anderem Bertoldo, Bertoldino und Cacasenno und Samstag, Sonntag und Montag. Vor dem zuletzt genannten Film trat sie aber noch in Meine Nächte sind schöner als deine Tage auf, es war jedoch nur ein Cameo-Auftritt.

## Filmografie (Auswahl)
- 1980: Die Unmoralische (L’Immorale)
- 1981: Die Früchte der Leidenschaft (Les Fruits de la Passion)
- 1984: Bertoldo, Bertoldino und Cacasenno (Bertoldo, Bertoldino e Cacasenno)
- 1989: Meine Nächte sind schöner als deine Tage (Mes nuits sont plus belles que vos jours)
- 1990: Samstag, Sonntag und Montag (Sabato, domenica e lunedì)